# Seguros en México durante el Porfiriato

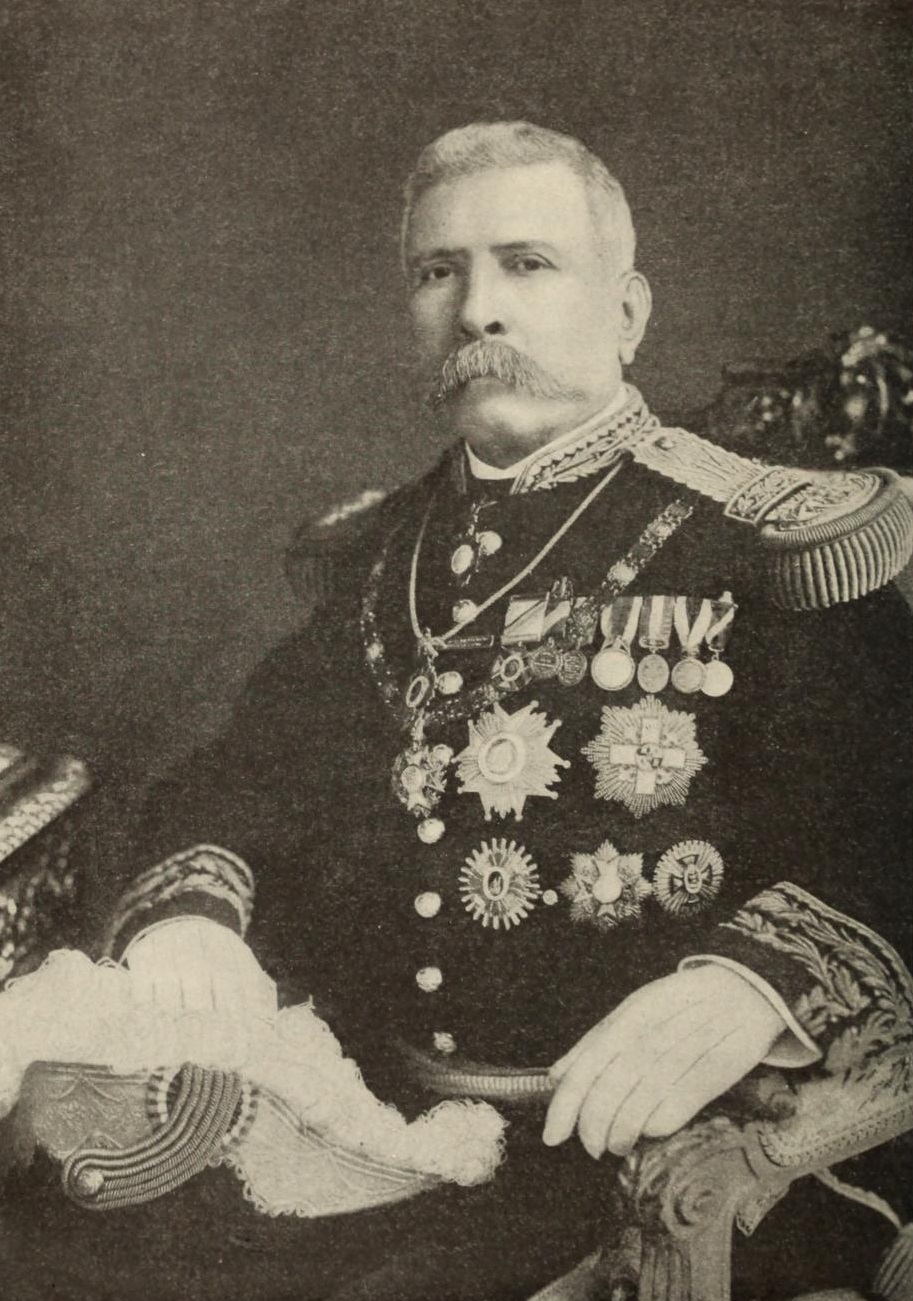
Porfirio Díaz

Durante el gobierno del general Porfirio Díaz (1877-1911) hubo grandes cambios en la historia de los seguros en México, un ejemplo de ello es la promulgación de las dos primeras leyes del seguro mexicano, una en el siglo XIX y otra en el XX. También se buscaba fortalecer la inestable economía mexicana, creando infraestructura de caminos carreteros y ferroviarios que en poco tiempo convertirían la historia económica de la nación.
Toda esta actividad que se registraba en México, requería de la protección de los seguros, por lo que se dio la necesidad de reglamentar la actividad aseguradora, operada en ese entonces por compañías  extranjeras. De ahí la necesidad de expedir la primera Ley mexicana sobre los seguros.

## Primera Ley del Seguro en México, del 16 de diciembre de 1892

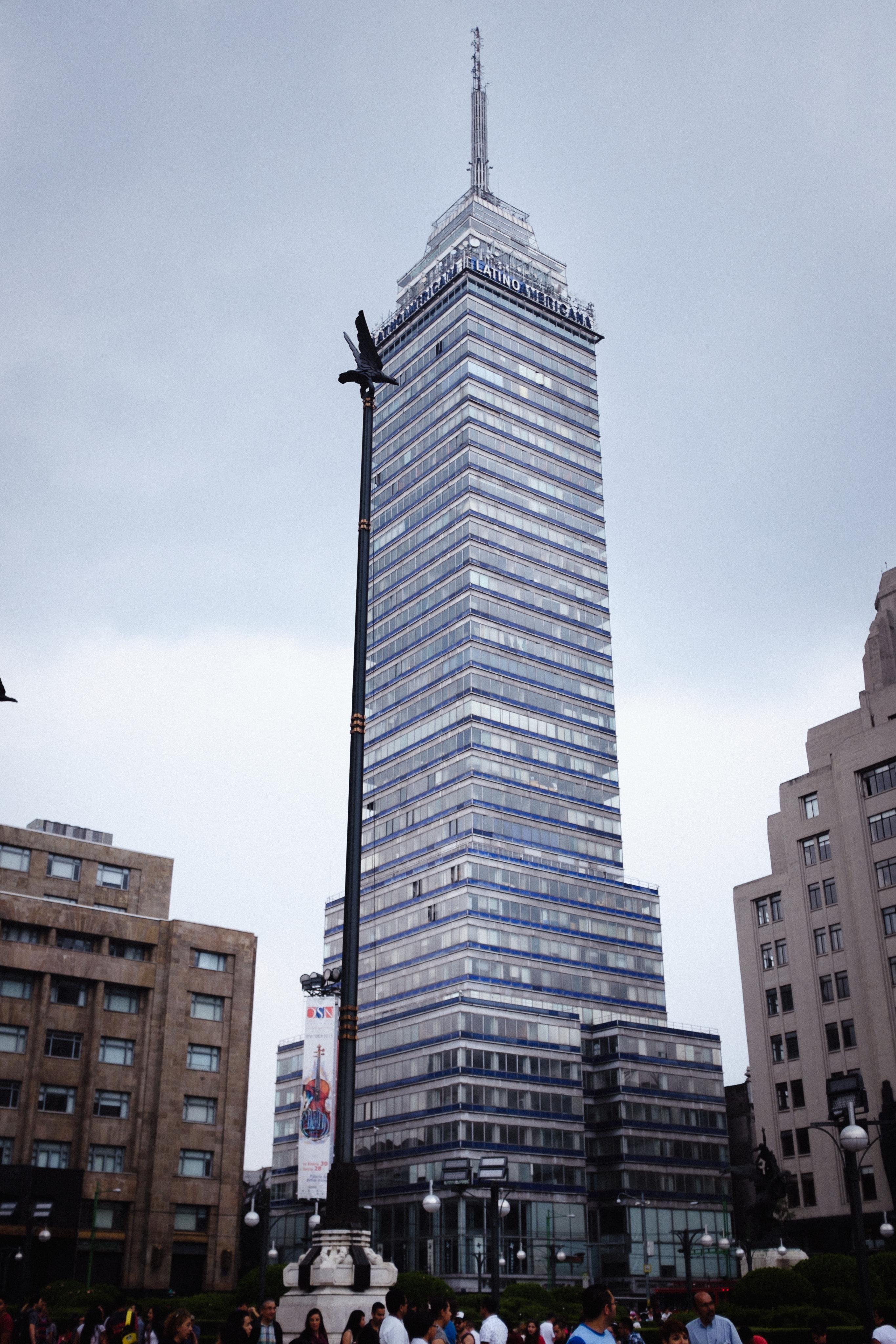
La Torre Latinoamericana, construida a mediados del por La Latinoamericana, Seguros S. A.

Esta Ley es la primera reglamentación por medio de la cual se empiezan a dar lineamientos legales a las instituciones de seguros locales y extranjeras que operaban en el país; lineamientos y reglas que permitieron un principio de sano desarrollo del seguro.
La mencionada Ley sobre Compañías de Seguros  se conoce también como Ley del Timbre, porque las compañías de seguros, así como las operaciones a que se dedicarían, quedaron sujetas al impuesto del Timbre de documentos y libros, para poder tener un control sobre las escrituras, estatutos y demás documentos que debían registrarse; a la renta interior, por el importe de los contratos de seguros; y al cuatro por ciento sobre las primas que causaren.
La exposición de motivos de esta Ley, refiere la «necesidad de fijar las prescripciones fundamentales a que han de someterse las sociedades nacionales y extranjeras de Seguros sobre la Vida, contra incendio y otros riesgos, que en todas partes han sido objeto de una legislación más o menos rigurosa, cuyo propósito es garantizar los intereses de las personas que con ellas contratan; además, es necesario modificar los impuestos que habían gravado con desigualdad y sin sistema las diversas operaciones de las expresadas compañías».

## Organización de la primera «Asociación Mexicana de Agentes de Seguros contra Incendio», de enero de 1897
Cuando se promulgó la Ley sobre Compañías de Seguros, ya operaban en México algunas instituciones nacionales y muchas extranjeras, por lo que se dio la necesidad de crear una organización privada que engloba todos los intereses de estos agentes,  y al mismo tiempo, se creara un reglamento para regular las tarifas de seguros.
Fue así como en el mes de enero de 1897, los representantes de diecisiete compañías de seguros contra incendio extranjeras que operaban en la República Mexicana, fundaron una asociación privada bajo la denominación de Asociación Mexicana de Agentes de Seguros contra Incendio.

## Fundación de la Anglo-Mexicana de Seguros, en julio de 1897
EL 27 de julio de 1897, en la Ciudad de México, se le autoriza a la compañía Anglo-Mexicana de Seguros a operar en el país. Es la institución nacional de seguros más antigua apta para operar en los seguros generales, aún sigue operando en el mercado local y en todos los rubros.

## Compañías de seguros que operaban en el país en el porfiriato

### Aseguradoras cuya existencia se extiende hasta la actualidad
- La Anglomexicana (1897)

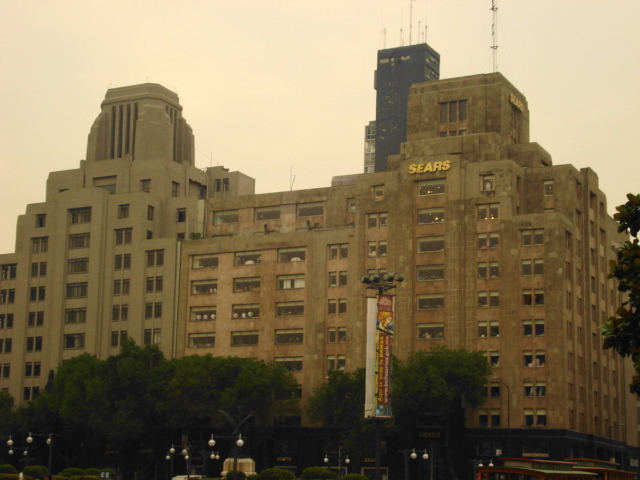
El edificio de la izquierda fue construido por La Nacional en 1932

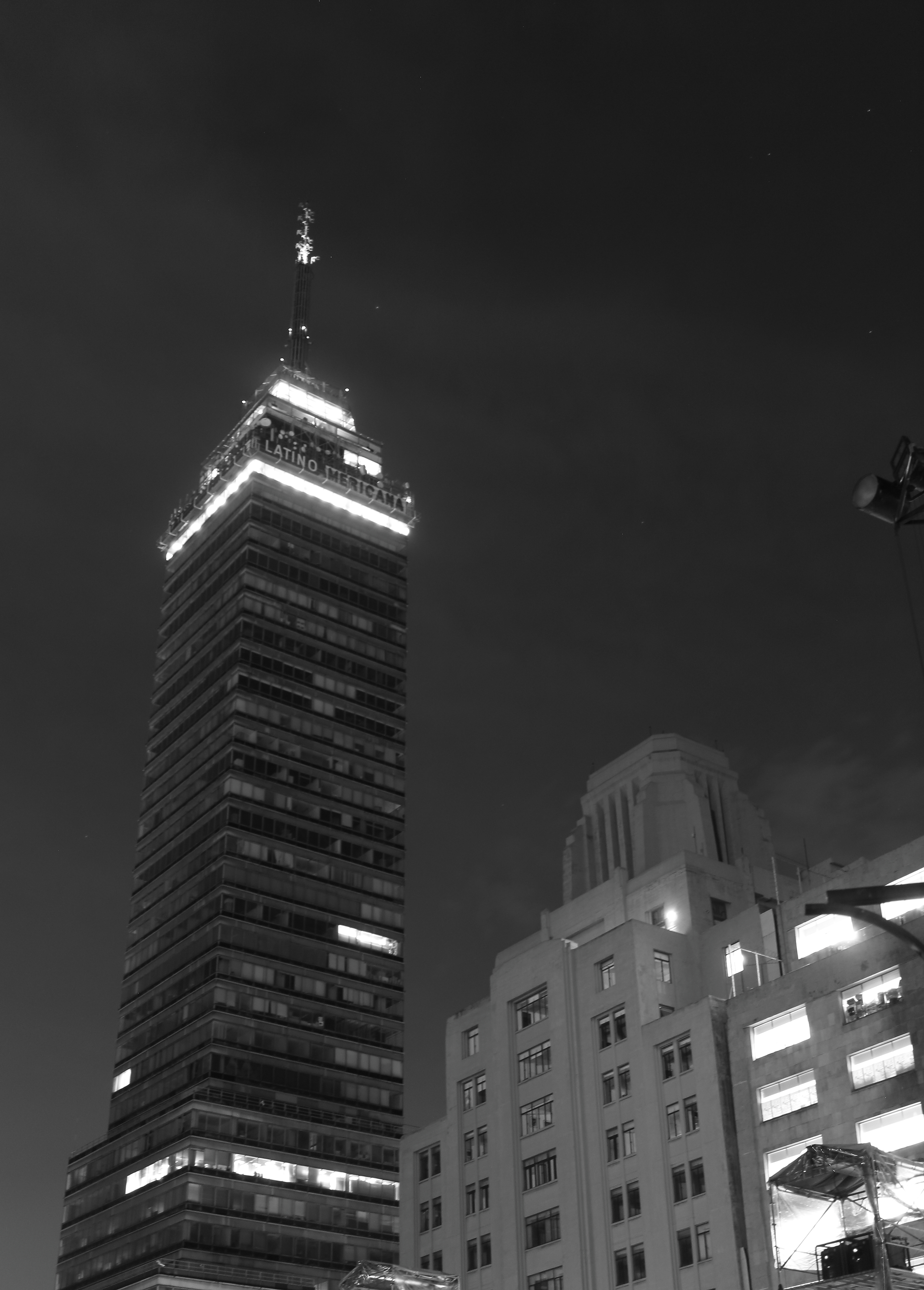
La Latinoamericana y La Nacional construyeron sus edificios modernos en el siglo XX

- La Nacional (1910) hoy parte del Grupo Nacional Provincial

- La Latinoamericana (1906)

- La Veracruzana (1908)

### Aseguradoras que ya no operan en México
Los datos históricos demuestran que las compañías americanas prestaron mayor atención a los seguros de vida, mientras que las compañías europeas, sobre todo las inglesas, se enfocaron en los seguros de incendios. Estas representaciones extranjeras se quedaron en el país hasta agosto de 1935, cuando se expidieron dos leyes encaminadas a limitar la inversión extranjera en el ramo, propiciar la inversión nacional y aumentar la supervisión de las autoridades hacendariasː la Ley General de Instituciones de Seguro y la Ley sobre control del Seguro. 
En vida operaban:

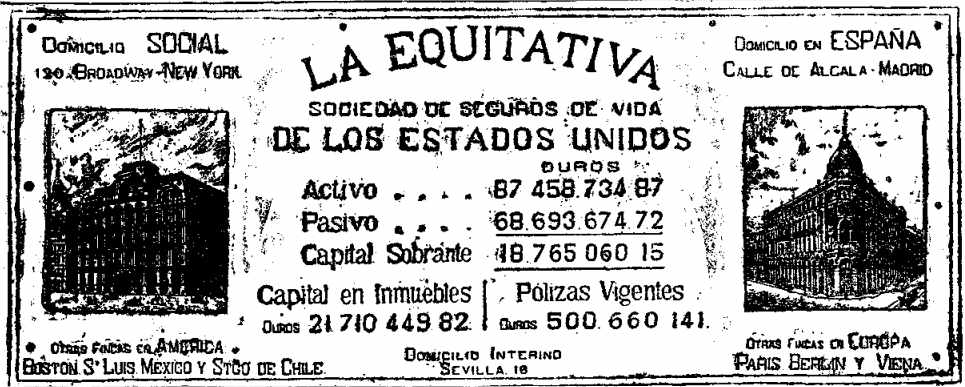
1889: La Equitativa seguros de vida

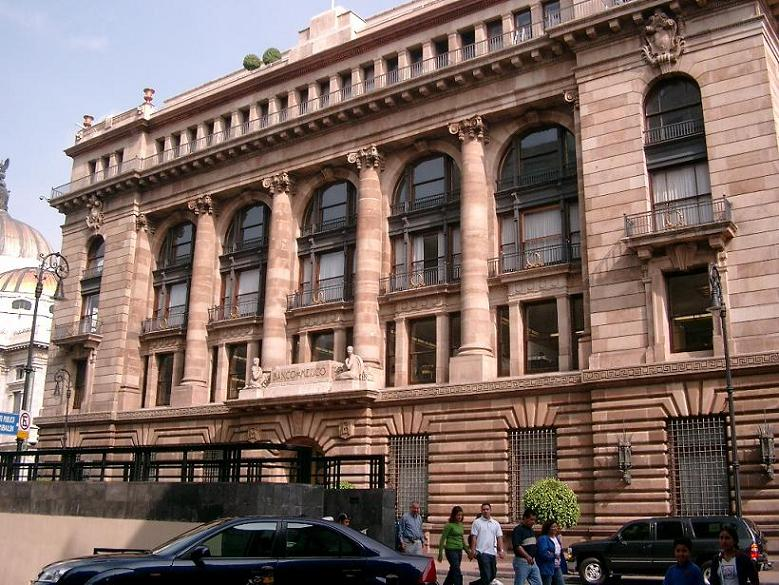
El edificio del Banco de M̪éxico fue hecho por La Mutual en 1905

- La Mexicana, que en los primeros 10 años de emitir seguros, consiguió 2,670 pólizas.

- La Fraternal, fundada en 1890, que operó en vida y accidentes personales.

- La Equitativa de los Estados Unidos, con sucursal en México; el General Porfirio Díaz era presidente de su Junta Local Consultiva el 31 de diciembre de 1890.

- La Mutua de New York, de cuya sucursal en la República estaba encabezada el Sr. Carlos Sommer el director general, con 7,012 pólizas en vigor y promedio de 3,370 pesos.

- La New York Life, de New York, con 1,129 pólizas y promedio de 5,400 pesos por póliza.

- La Germania de New York, con 57 pólizas y 9,500 pesos como promedio de suma asegurada.

- La Mutual Reserve Fund Life de New York con 53 pólizas y 3,470 pesos como promedio. Un total de 55,860,000 de sumas aseguradas y un promedio por póliza de 3,600 pesos.

En Incendio operaban:
- ̈La Anglomexicana, ya mencionada

- Liverpool, London Globe, Liverpool, Inglaterra cuyo representante era el Sr. Pablo Alexanderson.

- Commercial Union y Hanseatica, Londres, Inglaterra, su representante era el Sr. Federico Ritter y Cía.

- London Lancashire, Liverpool, England, representada por A. Levin y Martin, fundador de La Territorial.

- La Magdeburguesa, representada por los señores Adolfo Christlieb y Francisco Rübke.

- Hamburgo, Bremense; Sun Insurance Office; Transatlántica, representadas por Casa Sommer Hermann y Cía.

- La Manchester Fire Assurance Company, representada por el Sr. Emilio Mavers.

- La Norwich Union Fire Insurance Society, de Norwich, Inglaterra, representante, Samuel Hermanos.